# Indigofera lupatana
Indigofera lupatana är en ärtväxtart som beskrevs av Baker f. Indigofera lupatana ingår i släktet indigosläktet, och familjen ärtväxter. Inga underarter finns listade i Catalogue of Life.